# 산마늘
산마늘(학명: Allium microdictyon)은 수선화과 부추아과 부추속의 여러해살이풀이다.

## 쓰임새
잎에서 마늘 향이 나며 섬유질이 많아 육류와 궁합이 잘 맞는다.

### 생태
산에서 나는 나물류 중 유일하게 마늘 맛과 향이 나는 산마늘은 울릉도에서는 춘궁기에 목숨을 이어준다 하여 명이나물이라고도 불린다. 울릉도의 해발 800m 이상 지역에서 자생하는 산마늘은 1994년 울릉도에서 반출돼 강원도 일부 지역에서 재배되고 있다. 최근에는 구이류와 함께 섭취하는 수요가 크게 늘면서 경상도 및 전라도 등에서도 재배를 하기 시작했다.
주로 장아찌로 많이 이용하며, 쌈, 튀김, 초무침, 샐러드 등 다양하게 요리에 이용한다. 약용으로 마늘보다 효능이 월등한데, 중국에서는 '각총'이라 하여 자양강장제 중 최고로 치며 해독, 동맥경화, 이뇨, 당뇨, 피로 회복, 감기, 건위, 소화 등에 약효가 있다. 최근 식중독균에 대한 항균효과와 인체 내 비타민 B 흡수 촉진 및 항혈전 작용, 혈당 강하 효과가 밝혀짐에 따라 기능성 건강식품 및 의약원료로도 주목받고 있다.
산마늘의 잎은 1년에 새순이 1개씩만 자라기 때문에 제대로 된 상품으로 수확하기 위해서는 4~5년은 기다려야 한다. 또한 꽃이 필 경우 미량의 독성이 생기기 때문에 이른 봄, 꽃이 피기 전에 수확해야 한다. 산마늘은 울릉도산과 강원도산으로 구분할 수 있는데 울릉도산은 잎이 넓고 둥근 반면, 강원도산은 잎이 길고 좁은 것이 특징이다. 산마늘의 영양 및 효능 육류, 특히 돼지고기와 궁합이 잘 맞는 산마늘은 섬유질이 많아 장운동을 도와준다.
마늘과 마찬가지로 항암작용을 하며, 스트레스와 만성피로 해소, 자양강장 효과도 있다. 또한 아미노산의 일종인 알리신은 비타민 B1을 활성화하고 항균작용을 하며, 콜레스테롤을 낮춰준다.
산마늘의 비타민E는 세포노화를 방지하는 역할을 하여 노화 예방에도 효과가 있고, 비타민 A가 감기에 대한 저항력을 높이며 호흡기를 튼튼하게 하고 시력을 보호한다. 산마늘은 수확 후 하루 정도만 지나도 금방 시들기 때문에 산지를 제외하고는 생채로 만나기 힘든 식재이다. 따라서 대부분 가공처리를 통하여 장아찌로 유통된다. 생채를 고를 때에는 잎이 수분감이 있고, 짙은 녹색으로 된 것을 고른다. 또한 누렇게 변한 이파리는 물러지고 맛을 떨어뜨리기 때문에 제거한다.
최근 산나물의 높은 인기로 중국산 명이나물 장아찌가 많이 판매되고 있는데, 구매할 때 원산지를 꼼꼼히 따져보아야 한다. 중국산 명이나물 장아찌는 잎에 힘이 없고, 길쭉한 모양새에 상처가 많다. 또한 절임을 오래 보관하기 위해 염분을 많이 첨가하여 염도가 높고, 색이 녹색보다는 갈색빛을 띤다. 국산(울릉도산) 명이나물은 넓고 둥글며 두꺼운 잎을 가지고 있고, 색깔이 파릇하다.

### 손질법
산마늘은 잎 사이사이에 흙과 불순물이 숨어있기 때문에 깨끗한 물에 여러 번 씻어주어야 하고, 줄기의 끝부분은 제거하여야 한다. 산마늘 보관방법 산마늘의 잎은 상온에서 하루 정도만 지나면 상품성이 떨어지므로 랩에 싸서 냉장고에 보관하도록 하고, 최대한 빨리 섭취하는 것이 좋다. 삶아서 물기를 꼭 짠 뒤 냉동하면 장기 보관이 가능하며, 장아찌를 담그면 오랫동안 두고 먹어도 괜찮다.

## 같이 보기
- 울릉산마늘(명이나물)